# Oleg Kvasja
Oleg Vladimirovitj Kvasja (ryska: Олег Владимирович Кваша), född 26 juli 1978 i Moskva, är en före detta rysk ishockeyspelare.
Kvasja blev olympisk bronsmedaljör i ishockey vid vinterspelen 2002 i Salt Lake City.